# Агилар, Фелипе
Фелипе Агилар Мендоса (англ. Felipe Aguilar Mendoza; род. 20 января 1993, Медельин) — колумбийский футболист, защитник клуба «Атлетико Паранаэнсе». Выступал за сборную Колумбии. Участник Олимпийских игр 2016 года в Рио-де-Жанейро. В настоящее время выступает за аргентинский клуб «Ланус» на правах аренды.

## Клубная карьера
Агилар начал профессиональную карьеру в клубе «Атлетико Насьональ». В 2011 году он был включён в заявку основной команды. 28 июня в матче Кубка Колумбии против «Индепендьенте Медельин» Федипе дебютировал за «Ателтико Насьональ». В 2013 году для получения игровой практики он на правах аренды на несколько сезонов присоединился к «Альянса Петролера». 17 февраля в поединке против своего родного клуба «Атлетико Насьональ» Агилар дебютировал в Кубке Мустанга. Во втором сезоне Фелипе завоевал место в основе и начал регулярно выходить на поле. В начале 2016 года после окончания аренды он вернулся в «Атлетико Насьональ». В том же году Агилар стал обладателем Кубка Либертадорес в составе клуба.

## Международная карьера
В 2013 году в составе молодёжной сборной Колумбии Агилар выиграл молодёжном чемпионате Южной Америки в Аргентине. На турнире он сыграл в матчах против команд Боливии, Аргентины а также дважды Парагвая.
Летом того же года Фелипе принял участие в молодёжном чемпионате мира в Турции. На турнире он сыграл в матчах против команд Австралии, Турции, Сальвадора и Северной Кореи.
29 мая 2016 года в товарищеском матче против сборной Гаити Агилар дебютировал за сборную Колумбии, заменив во втором тайме Джейсона Мурильо.
Летом 2016 года Фелипе принял участие в Кубке Америки в США. На турнире он сыграл в матче против команды Коста-Рики. В августе в составе олимпийской сборной Колумбии Агилар принял участие в Олимпийских играх в Рио-де-Жанейро. На турнире он сыграл в матче против команды Японии.

## Достижения
- Чемпион Колумбии (1): Апертура 2017
- Обладатель Кубка Колумбии (2): 2016, 2018
- Победитель Суперлиги Колумбии (1): 2016
- Победитель Примеры B Колумбии (1): 2012
- Вице-чемпион Бразилии (1): 2019
- Финалист Южноамериканского кубка (1): 2016
- Обладатель Кубка Либертадорес (1): 2016
- Финалист Кубка Либертадорес (1): 2020 (постфактум)
- Обладатель Рекопы Южной Америки (1): 2017
- Чемпион Южной Америки среди молодёжи (1): 2013
- Бронзовый призёр Кубка Америки (1): 2016